# M18 Hellcat
76-мм самохідна гармата M18 «Хеллкет» (англ. 76 mm Gun Motor Carriage M18, Hellcat) — американська легка протитанкова самохідна артилерійська установка США часів Другої світової війни. На відміну від більшості САУ того часу, створена на спеціальному шасі, а не на базі танка. За час серійного виробництва з липня 1943 по жовтень 1944 року було випущено 2507 екземплярів.
Розробка американської компанії Buick, M18 «Хеллкет» була найшвидшою броньованою машиною союзників, іноді швидкість досягала 100 км/год. Улюбленою тактикою застосування даної артилерійської протитанкової системи був принцип «вдарив й тікай». У Другій світовій війні M18 активно використовувалася військами США в 1944—1945 роках в боях в Італії і Північно-Західній Європі. Після закінчення війни ця САУ незабаром була знята з озброєння в США, проте продавалася згодом в інші країни, в деяких з яких вона, за станом на 2007 рік, все ще залишалася на озброєнні.

## Історія створення
Розробка винищувача танків M18 Hellcat почалася в 1942 році, під позначенням Т70. Перші зразки були готові в 1943.
САУ M18 Hellcat стала найшвидшою броньованою машиною цього класу часів Другої світової війни. Вона була помітно компактнішою, ніж М10, важила значно менше, мала вищу швидкість і була озброєна потужнішою гарматою.
Основним озброєнням M18 Hellcat була 76,2-мм гармата М1А1 або М1А2 з дуловим гальмом. Озброєння встановлювалося у башті (башта могла обертатись, що було нехарактерним для радянських та німецьких бронемашин цього класу) з відкритим дахом. Бронювання доходило максимум до 12,7 мм. Верх башти прикривався тільки тентом від негоди. Як додаткове озброєння монтувався 12,7-мм кулемет.
До 1945 року майже всі M18 Hellcat застосовувалися як штурмові машини.
За період з липня 1943 по жовтень 1944 року всього було побудовано 2507 САУ М18 Хеллкет. Деяка кількість цих машин була роззброєна. Вони використовувалися як тягачі, і отримали позначення М39. Крім того, на базі М18 був створений вогнеметний танк Т65, у якого була змінена верхня частина корпусу.

## Галерея

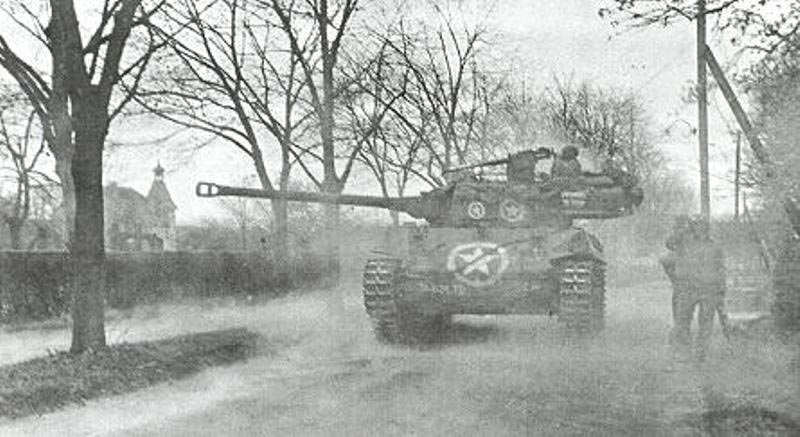
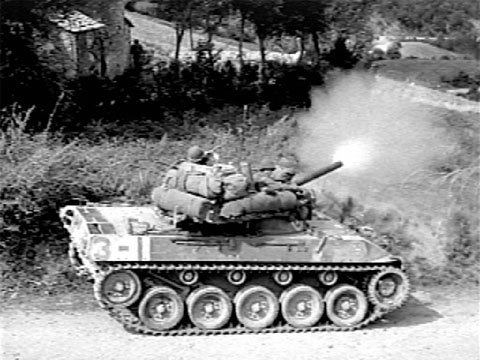
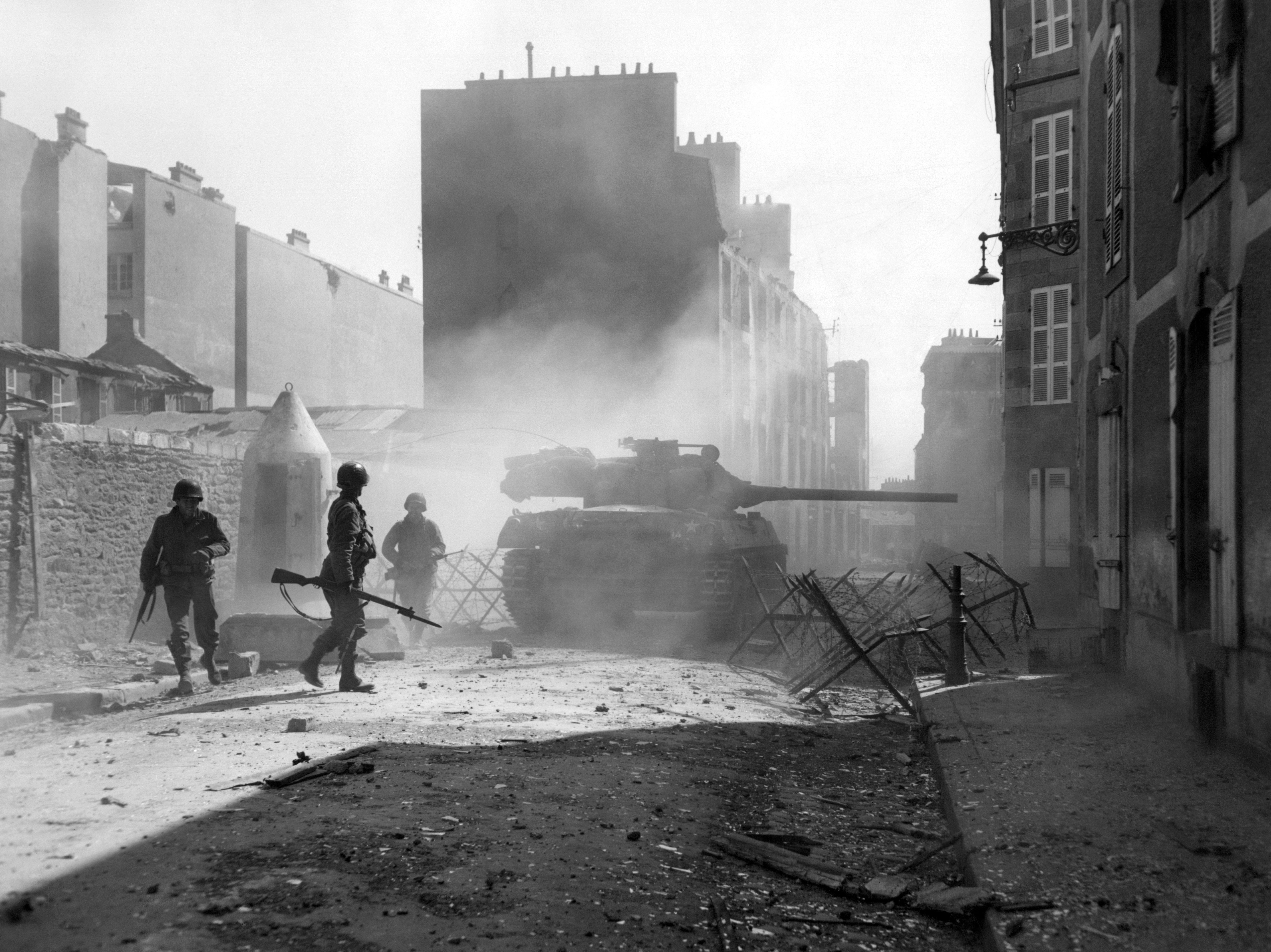
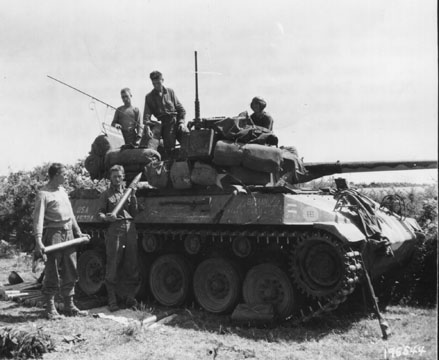
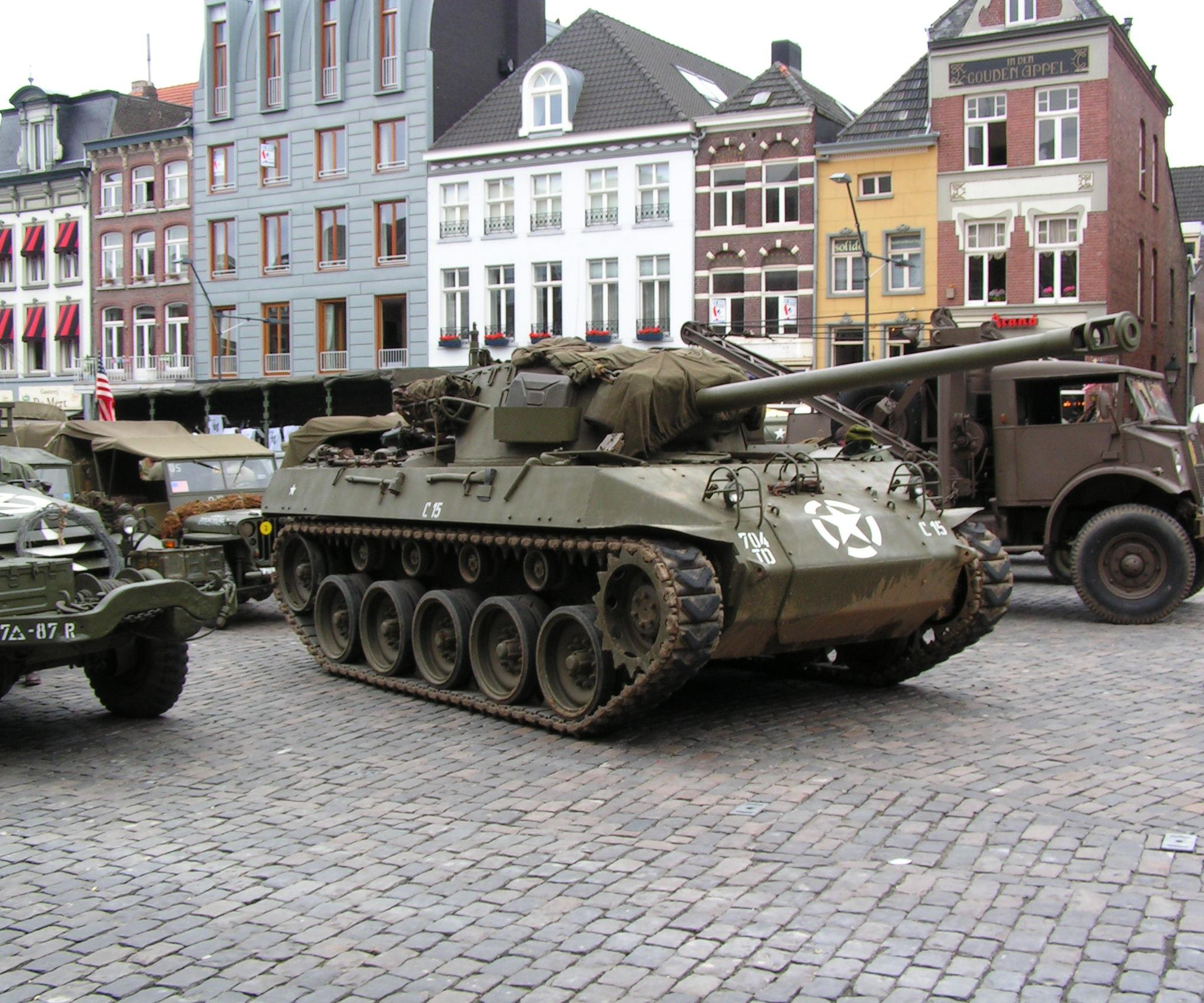
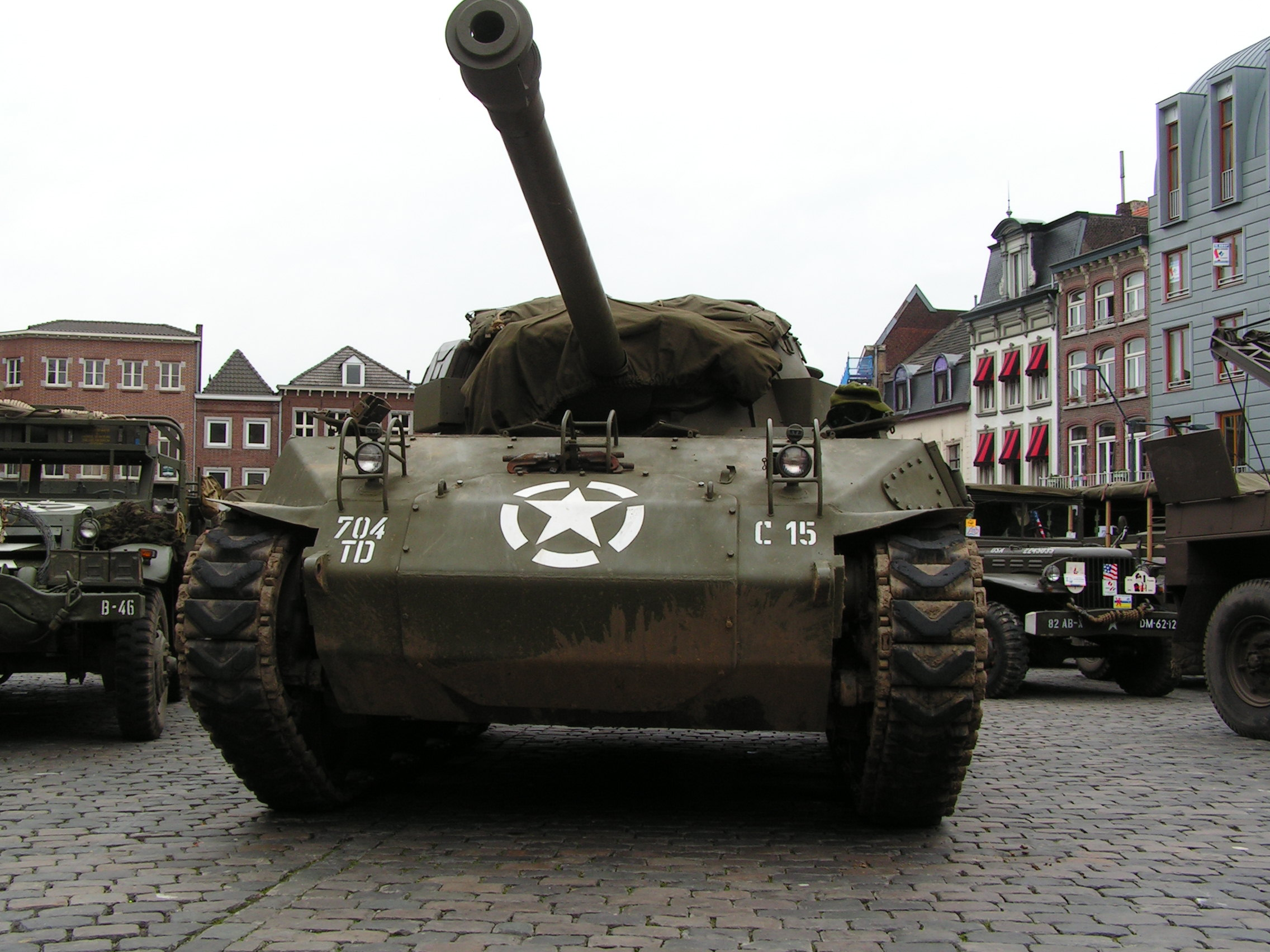
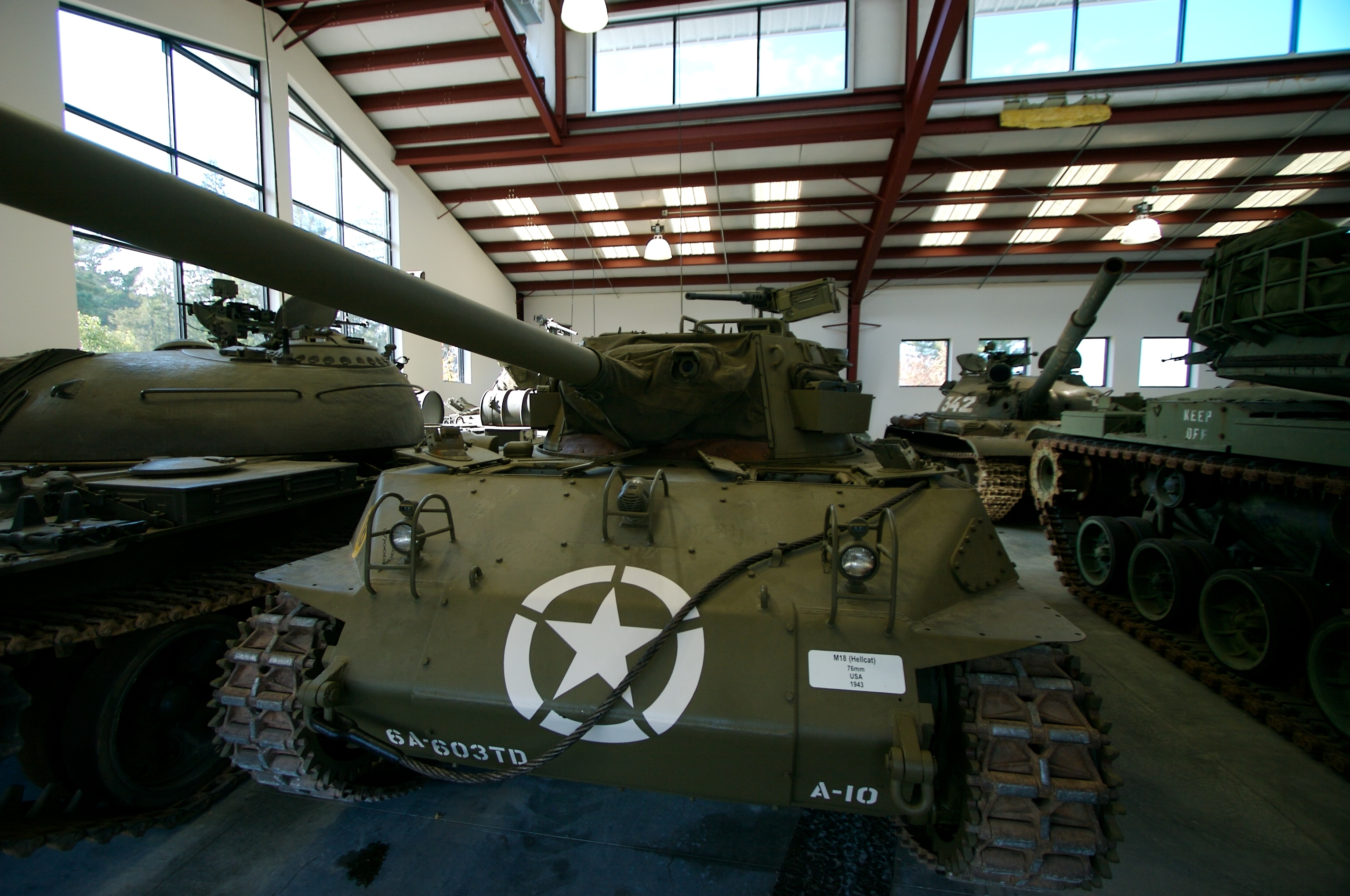
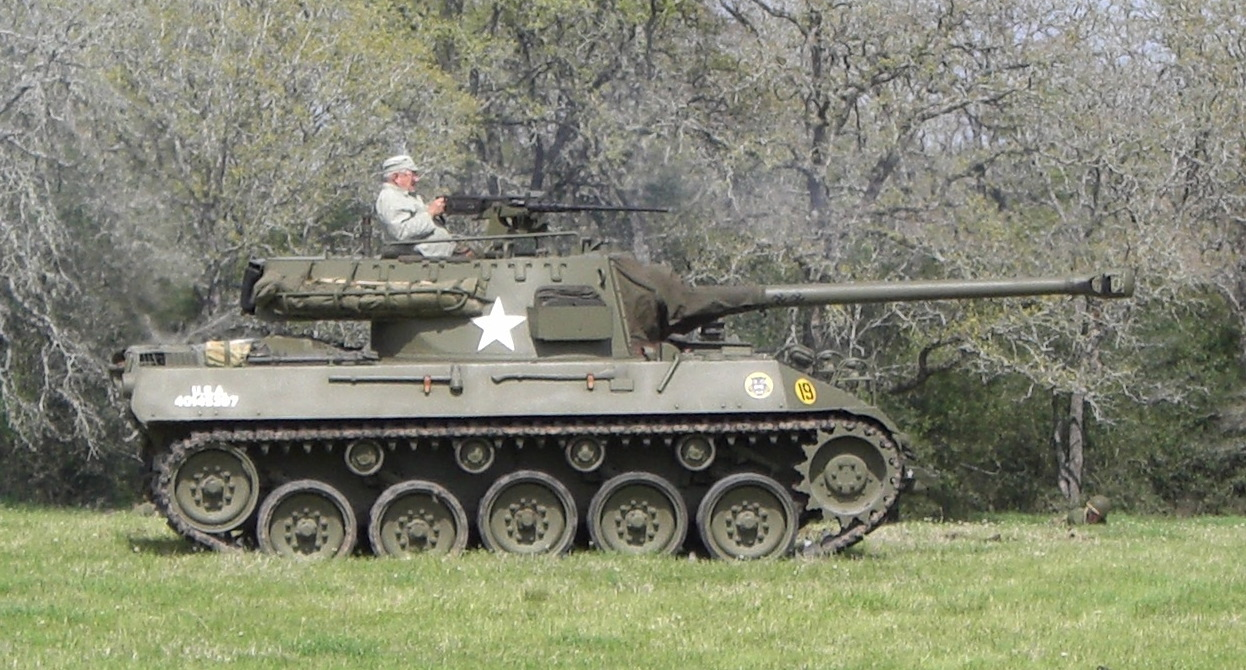
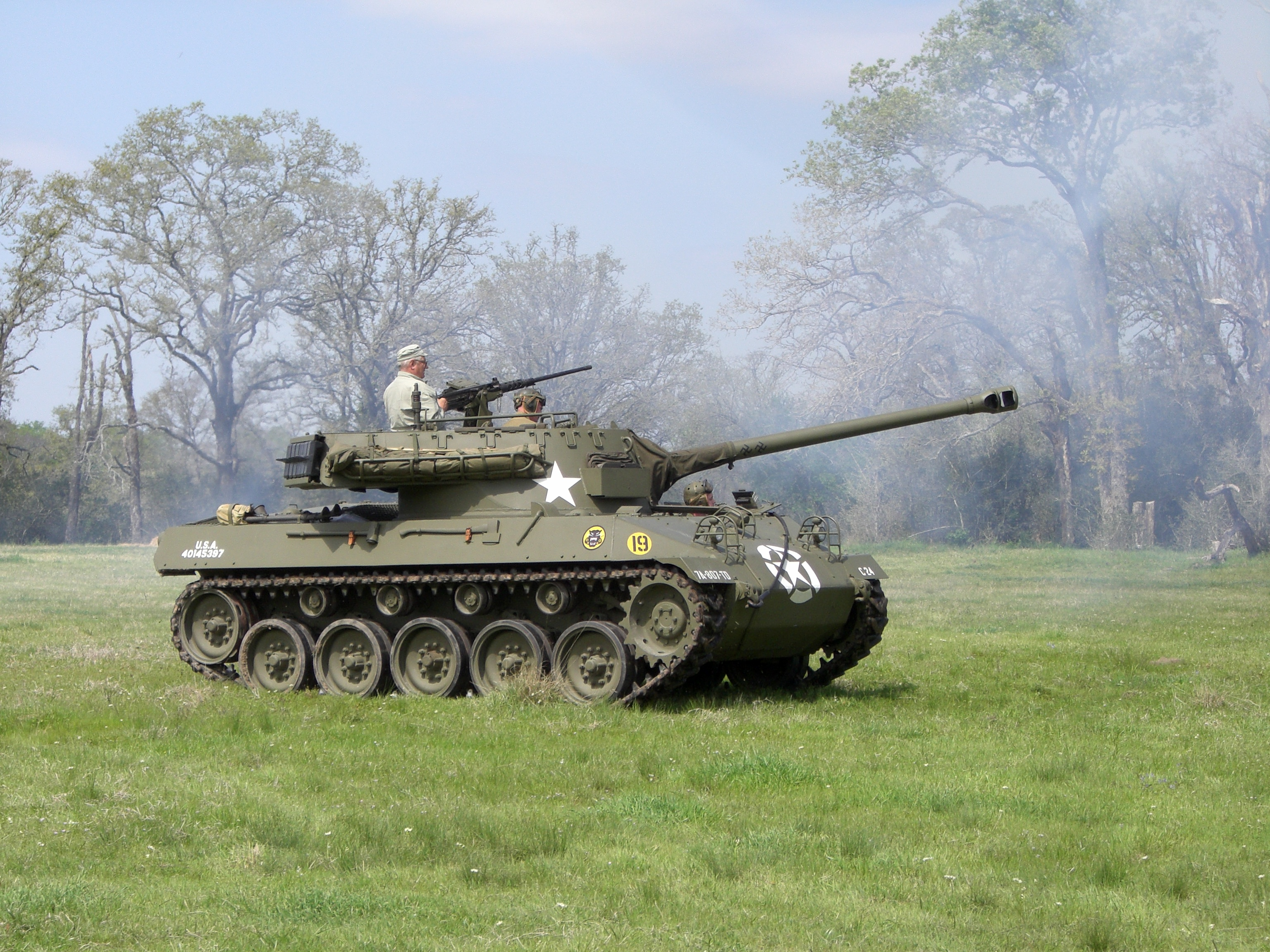
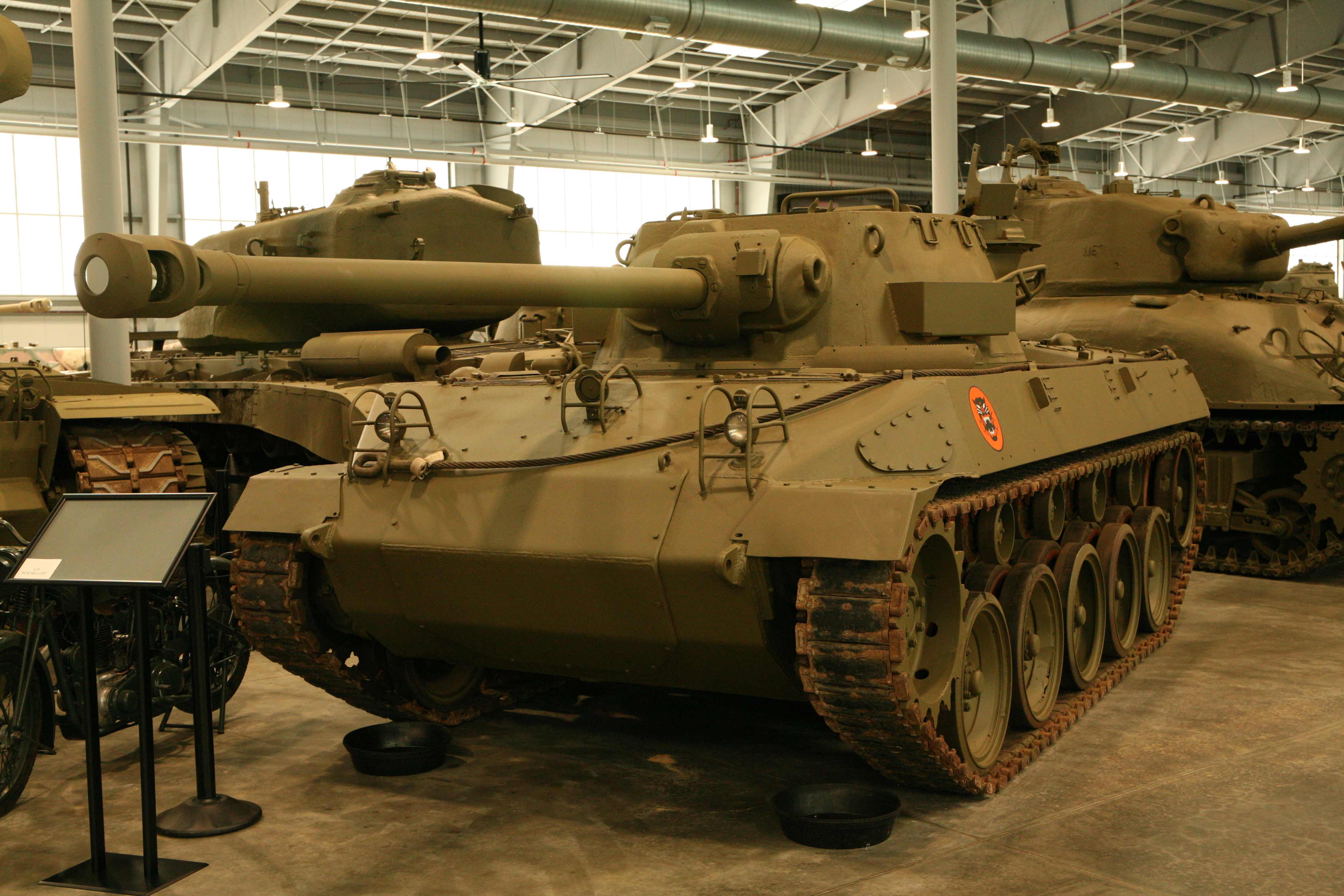

## Країни-оператори
- США — в цей час зняті з озброєння
- Південна Корея — 8 M18, за станом 2007 року
- Венесуела — 75 М18, за станом 2007 року